# Por razones personales
Por razones personales es una película de Argentina  dirigida por Gabriel Levy y Alfredo Martín sobre el  guion de este último escrito en colaboración con Lola Arias y basado libremente en el filme Maridos (1970) dirigido por John Cassavetes. No tuvo estreno comercial pero se preestrenó el 9 de diciembre de 1999. La película fue filmada en 16 días en formato hi8 con un presupuesto de dos mil doscientos pesos, equivalentes a igual cantidad de dólares estadounidenses.

## Sinopsis
Tras la muerte de un amigo en común, tres hombres casados, amigos de juventud se lanzan a una búsqueda cuyo límite desconocen.

## Producción
Cassavetes declaró que su filme se vincula con la pérdida experimentada cuando su hermano mayor falleció a los 30 años. Escribió los diálogos después de haber improvisado con los coprotagonistas Ben Gazzara y Peter Falk y construyó los personajes inspirándose en la personalidad de los actores.
Por su parte los directores de Por razones personales declararon:

”Todo el comienzo estaba guionado, a partir de la mitad había un lineamiento general. Y en ese momento decidimos empezar el rodaje. Cuando digo lineamiento general, quiero decir delineadas las escenas que seguían y un final pensado. Pero lo teníamos entre paréntesis, porque decíamos vamos a ver donde arribamos, si arribamos a este final o a otro. Por que estábamos muy pendientes de lo que sucedía y de lo que se armaba ahí con los actores.”

## Reparto
Participaron del filme los siguientes intérpretes:
- Héctor Díaz
- Esteban Mihalik
- Gabriel Levy
- María Merlino
- María Onetto
- Alfredo Martín
- Lola Arias
- Paula Petuy
- Beatriz Catani
- Sandra Tolosa